# Akiba’s Beat
Akiba’s Beat ist ein Action-Rollenspiel des japanischen Entwicklerstudios Acquire für die Spielkonsolen PlayStation 4 und PlayStation Vita. Es handelt sich um den Nachfolgertitel zu Akiba’s Trip: Undead & Undressed.

## Handlung
Schauplatz ist wie beim indirekten Vorgänger Akiba’s Trip: Undead & Undressed der Tokioter Stadtteil Akihabara (kurz: Akiba) mit all seinen popkulturellen Eigenheiten. Hauptfigur ist Asahi Tachibana, ein junger Mann, der weder einer Arbeit, noch Ausbildung oder einem Studium nachgeht (NEET) und seine Wohnung nur ab und zu verlässt, um sich mit Freunden zu treffen. Bei einem dieser seltenen Ausgänge trifft er auf die junge Studentin Saki und deren Freundin Pinkun, die ihn um Hilfe bei sogenannten „Delusionscapes“ bittet. Diese Menschen besitzen verzerrte Wahnvorstellungen der Realität und stören damit den Zeitablauf in der realen Welt, weshalb Asahi und seine neuen Freunde in einer Zeitschleife gefangen sind, die sie denselben Tag immer wieder aufs Neue erleben lässt. Um diese aufzulösen, muss Asahi alle Delusionscapes im Bezirk identifizieren und ihre Parallelwelten zerstören.

## Spielprinzip
Die Zerstörung der Parallelwelten geschieht durch das Bekämpfen diverser Kreaturen in einem Echtzeit-Kampfsystem. Zwischen den Missionen in den Labyrinthen der Wahnvorstellungen erkundet der Spieler den Stadtbezirk, wo er diverse Ausrüstungsgegenstände für seine Gruppe erwerben kann. Mit Hilfe eines Sammelkartensystems können Kampffähigkeiten gesteigert werden.

## Rezeption
Akiba’s Beat erhielt gemischte Bewertungen.

„Erzählerisch gelungen, wird das Action-Rollenspiel in Tokios Akihabara-Distrikt von schwacher Technik und träger Steuerung geplagt.“

„Es ist nicht die beste Idee, Akiba’s Beat direkt nach dem überragenden Persona 5 zu spielen – denn bedingt durch Setting und Thematik muss sich das Spiel Vergleiche mit Atlus’ Meisterwerk einfach gefallen lassen. Und da zieht es wenig überraschend den Kürzeren: Das virtuelle Akihabara ist karg und detailarm – keine Spur von der gnadenlosen Reizüberflutung, die Euch im realen Ort erwartet. Die trotz mäßiger Grafik langen Ladepausen lassen den Stadtteil noch dazu arg fragmentiert wirken. Die Labyrinthe sind dröge aufgebaut und auch die Kämpfe fallen eher zweckmäßig aus.“

Das Spiel schaffte zum Verkaufsstart in Japan nicht den Einstieg in die Gesamtverkaufscharts.